# Diana Mitford
Diana Mitford (Londres, 17 de junio de 1910-París, 11 de agosto de 2003) fue una de las famosas hermanas Mitford. Controvertida por su amistad con Adolf Hitler, su compromiso con las ideas políticas de extrema derecha fue la causa de su "internamiento" de tres años durante la Segunda Guerra Mundial. Su reseña necrológica en The Daily Telegraph hablaba de una nazi "impertinente y siempre encantadora". También era muy conocida por su íntima amistad con los duques de Windsor, con los que compartían su ideología filonazi y fascista.

## Biografía
Diana se crio en la casa familiar en Asthall Manor, en Oxfordshire, con sus seis hermanos, cinco chicas y un varón. Allí fue educada siempre por institutrices, salvo seis meses que pasó en una escuela de París en 1926.
Poco después de su presentación en sociedad, con dieciocho años de edad, conoció y se prometió en secreto con Bryan Walter Guinness (2° barón Guinness), un aristócrata católico irlandés, escritor, heredero de la fábrica de cerveza Guinness y del título de barón de Moyne. Sus padres al principio se opusieron a la unión. La ceremonia se celebró el 30 de enero de 1929.
La pareja contaba con una notable fortuna a sus espaldas. Se hizo famosa por organizar eventos sociales con escritores como Evelyn Waugh, Lytton Strachey, Dora Carrington y John Betjeman, y políticos como Winston Churchill entre los invitados. Evelyn Waugh les dedicó la novela Vile Bodies, una sátira de los "felices años veinte". Tuvieron dos hijos, Jonathan y Desmond Guinness.

### Vínculos con el nazismo
En 1932 se hizo amante de Oswald Mosley, líder de la Unión Británica de Fascistas, casado con Cynthia Curzon, hija de George Curzon, primer marqués Curzon de Kedleston y exvirrey de la India. Diana enseguida dejó a su esposo, pero Mosley no dejó a su mujer. En 1934 se divorció y se trasladó con sus hijos a Belgravia, donde Mosley continuó visitándola.
La esposa de Mosley murió de peritonitis en mayo de 1933, y él comenzó una aventura con su cuñada, Baba Metcalfe. Diana viajó a Alemania con su hermana Unity, que contaba entonces 19 años. Allí asistieron al cuarto Congreso Nacional del Partido Nazi (el primero celebrado con el partido ya en el poder), en Núremberg. Al año siguiente asistieron de nuevo al quinto congreso y allí su hermana Unity comenzó su amistad con Hitler. Fueron sus invitados en los congresos de 1935 y 1936. Hitler puso a disposición de Diana un Mercedes con conductor durante los Juegos Olímpicos de Berlín 1936.
Diana seguía siendo públicamente la amante de Oswald Mosley, a pesar de sus aventuras con otras mujeres. En Berlín el 6 de octubre de 1936, en el salón de Joseph Goebbels, se casó con Oswald Mosley. Además de los testigos, los únicos invitados fueron Goebbels y Hitler. Hitler regaló a la pareja una fotografía suya enmarcada en plata. La boda se mantuvo en secreto hasta el nacimiento de su primer hijo, Max Mosley, en 1938.
En agosto de 1939, durante un almuerzo, Hitler dijo a Diana que la guerra era inevitable. A causa de sus simpatías fascistas, ella y su marido fueron internados en un campo de concentración británico durante gran parte de la Segunda Guerra Mundial. Inicialmente estuvieron separados pero, tras la intervención personal de Churchill, Mosley y otros dos esposos en la misma situación se reunieron con sus esposas en la prisión Holloway de Londres (Diana era prima de Clementine Hozier, la esposa de Winston Churchill). Las parejas vivían en una vieja granja en los terrenos de la prisión, tenían un pequeño jardín pero no podían mezclarse con los demás prisioneros. Después de dos años, en noviembre de 1943, ambos salieron de la cárcel a causa de la salud de Mosley, permaneciendo bajo arresto domiciliario hasta el final de la guerra.

### Posguerra
El tiempo pasado en prisión no cambió el carácter de Diana y su excéntrica visión de la vida. Así recordaba en sus últimos años de vida que nunca comió fresas tan buenas como las cultivadas en el jardín de la prisión. También sobrellevaba su estancia disfrutando de su propio punto de vista: "Aunque nunca hubiera elegido estar prisionera", dijo ella, "era encantador levantarse por la mañana y sentirse la única mujer guapa".
Cuando terminó la guerra, el matrimonio se trasladó durante unos años a Irlanda para luego fijar su residencia en Francia, donde vivieron en una gran casa llamada El Templo de la Gloria en Orsay, en las afueras de París. Eran vecinos, y pronto se hicieron amigos íntimos de los duques de Windsor. Asiduos a las fiestas de la alta sociedad, fueron excluidos de las organizadas por la embajada británica. Durante su estancia en Francia, los Mosley volvieron a casarse discretamente, dado que Hitler había guardado su acta de matrimonio y tras la guerra nunca fue encontrada.
También en Francia, Diana editó y contribuyó con artículos en la revista, políticamente de derechas, The European.
Tras su boda, fue una fiel seguidora de la Unión Británica de Fascistas y de su sucesor de posguerra, el Union Movement, al cual contribuyó financieramente hasta la muerte de su organizador, Jeffery Hamm, en 1994. A menudo acudía a sus cenas anuales. El 80 cumpleaños de Diana se celebró con una gran cena en el Hotel Eccleston de Londres, con un amplio desfile de figuras de la derecha británica, ante los cuales, de pie, dirigió un discurso de 20 minutos.
Los documentos del MI5 (Security Service) sacados a la luz pública en 2002 ofrecen una visión mucho más severa de Lady Mosley y sus inclinaciones políticas. "Diana Mosley, esposa de Sir Oswald Mosley, su familia y su círculo de amigos son un peligro público en este momento", según el informe oficial; también decía que "es mucho más inteligente y más peligrosa que su marido y nada la detendrá para conseguir sus intereses. Ella es extremadamente ambiciosa".
Diana continuó admirando a Hitler y los dogmas del nazismo hasta el final de su vida, aunque, aun así, reconocía los errores del Führer. "Estoy segura de que fue el responsable del exterminio de los judíos", dijo al periodista británico Andrew Roberts. "Tuvo la culpa de todo, y lo digo como alguien que le da la razón", agregó. Tras su muerte, Roberts criticó duramente a Diana en The Daily Telegraph (16 de agosto de 2003), y fue contestado tres días más tarde en el mismo diario por su hijo, Moyne, y su nieta, Daphne.
Murió en París en agosto de 2003 por las complicaciones derivadas de una apoplejía que sufrió una semana antes.
Tuvo tres hijos, el preservacionista irlandés Desmond Guinness, el escritor Jonathan Guinness (3.er lord Moyne) y Max Mosley, presidente de la Fédération Internationale de l'Automobile, que hasta 2009 gobernó el mundo del automovilismo. Su hijastro, Nicholas Mosley, es un conocido novelista británico que también escribió unas memorias de su padre, muy alabadas por la crítica, pero que Diana nunca le perdonó, a pesar de una buena relación previa. Una de sus bisnietas, Jasmine Guinness, y una sobrina-nieta, Stella Tennant, son modelos.
Escribió dos libros de memorias, A Life of Contrasts, de 1977, y Loved Ones, de 1985, así como una biografía de Wallis Simpson, Duquesa de Windsor.

## Algunas publicaciones
- A Life of Contrasts, 1.ª ed. Hamish Hamilton, 1977, Londres, 2003, ISBN 1-903933-20-X.
- Loved Ones, Sidgwick & Jackson, 1985, ISBN 0-283-99155-0
- The Duchess of Windsor, Sidgwick & Jackson, 1980, ISBN 028398628X
- The Mitfords: Letters Between Six Sisters, HarperCollins, 2007, ISBN 9781841157740
- The Pursuit of Laughter, Gibson Square, 2008, ISBN 9781906142100